# Hugh d'Avranches

Emblema d'Hugh d'Avranches.

Hugh d'Avranches (nascut cap al 1047 — mort a Chester el 27 de juliol de 1101), vescomte d'Avranches i primer comte de Chester, fou un dels grans barons anglonormands d'Anglaterra. A vegades se l'anomenava Hugh Lupus (Hug el llop) i le gros (l'obès).

## Biografia
Era fill de Ricard Goz († cap al 1082), vescomte d'Avranches i senyor de Saint-Sever, i de mare desconeguda històricament identificada com a Emma, mitja germana de Guillem I d'Anglaterra, tot i que això no té proves concloents.